# Félix Brunier
Pour les articles homonymes, voir Brunier.
Marie Félix Brunier, né le 26 octobre 1841 à Annecy (Haute-Savoie) et décédé le 5 novembre 1891 dans cette même ville, est un homme politique français.

## Biographie
Après des études de droit, il devient avocat. Durant la guerre franco-allemande de 1870, il est mobilisé comme capitaine adjudant-major de la première légion de la Garde nationale.
Il est adjoint au maire d'Annecy.
Il se présente à la députation en 1888, à la suite du décès de Jules Philippe. Il est député jusqu'à son décès en 1891, siégeant à gauche. Il décède le 5 novembre des suites d'un accident de chasse dans les environs d'Annecy.